# نص إعلامي
يُعرَّفُ النصّ الإعلاميّ بأنّه النصُّ الذي يرتبِطُ بوسائل الإعلام على اختلافها، ويُثري مادتَه من كافّة الأجناسِ الأدبيّة، والأشكالِ الخطابيّة على اختلافها، كالوصفِ والسّرد والحجاج، لكنّ هذا النصّ يتميّز بعدّة خصائص؛ كالمُباشَرَةِ، والوضوح، والاقتضاب، والاختزال، إضافةً للعناوين المشوِّقة والمثيرة والمواضيعِ الجادة التي من شأنها أن تفيدَ أوسعَ شريحةٍ من النّاس.